# Theodor Burkali
Theodor Burkali (* 28. September 1975 in Győr) ist ein ungarischer Komponist und Klarinettist.

## Leben und Wirken
Theodor Burkali studierte von 1990 bis 1994 am Konservatorium in Győr Komposition und Klarinette und an der Franz-Liszt-Musikakademie in Budapest, wo er 1999 mit dem  Künstlerdiplom mit Auszeichnung abschloss. Von 1997 bis 2001 studierte er Klarinette bei Emil Rieder am Mozarteum in Salzburg und promovierte dort 2005 mit der Dissertation „Neue Klangeffekte und Spieltechniken auf der Klarinette“. 2001 arbeitete er an der Acadédemie de musique de Xxéme siécle in Paris mit dem Ensemble intercontemporain. Er absolvierte Meisterkurse für Klarinette bei Kálmán Berkes, Francois Benda, Sabine Meyer und Michel Portal, für Saxophon bei Jean-Pierre Baraglioli, Michiel Oldenkamp und Eugene Rousseau, für Komposition bei Franco Donatoni und Gija Kantscheli.
Burkali arbeitet als Musiker für die Salzburger Festspiele aber auch für ARBOS – Gesellschaft für Musik und Theater, er ist Mitglied des Österreichischen Ensembles für Neue Musik in Salzburg und Gründer und Mitglied des Ensembles ChronoLudens und des Trio Resonanz. Kompositionsaufträge erhielt er unter anderem vom Concertgebouw in Amsterdam, dem Wiener Konzerthaus, der Queens Hall in Edinburgh, dem Philharmonischen Orchester Krakau und ARBOS - Gesellschaft für Musik und Theater.

## Auszeichnungen (Auswahl)
Als Musiker erhielt Burkali in Ungarn von 1988 bis 1994 mehrere Preise bei nationalen Musikbewerben. 1996 bekam er beim internationalen Wettbewerb Jeunesse Musicales in Bukarest in Rumänien den dritten Preis und beim Wettbewerb der Yamaha Music Foundation den ersten Preis, 2001 in Wien den Würdigungspreis des Bundesministerium für Unterricht, Kunst und Kultur. Als Mitglied des Österreichischen Ensembles für neue Musik erhielt er auch den Preis der deutschen Schallplattenkritik. Als Komponist erhielt er 1998 den Sonderpreis des Verlages Boosey & Hawkes, 2000 den Preis der Yamaha Music Foundation für seine Komposition Capriccio. Im Jahr 2002 erhielt er den Förderpreis der Theodor-Körner-Stiftung, 2004 das Jahresstipendium der Salzburger Landesregierung und den dritten Preis der Franz Josef Reinl-Stiftung.

## Kompositionen (Auswahl)
- Studienwerke, 1990–1994
- Begleitmusik für Nationalfeier, 1993
- Tetraton. Saxophonquartett, 1996
- Short Message Service (SMS), 1996
- Monolit. Für Symphonisches Blasorchester, 1996
- Rapsodia Panopticum. Für Solo Klarinette und großes Orchester, 1999
- Exit. Für Orchester, 2000
- Capriccietto, 2000
- Ó jöjj, ó jöjj.  Für Klarinette und Orgel, 2002
- ConcAirt No.1. Für Klarinette und großes Orchester, 2002
- Elefantasia Concertante. Ein musikalisches Märchen für Klarinette Solo, Streichorchester und Schlaginstrumente, 2004
- Der Löwe, der Storch und die Ameise. Ein musikalisches Märchen für Symphonisches Blasorchester, 2004
- Wunderberg Nr.1. Für Symphonisches Blasorchester, 2005
- Ensemobile. Für Saxophonquartett, 2005
- Das Kinderspiel. Für Ensemble und Sänger, 2006
- Iuvaurs. Für großes Orchester und 2 Frauenstimmen, 2007
- Fangspiel. Für 3 Klarinetten, 1 Alt-Klarinette und 1 Bass-Klarinette, 2007
- Elan. Für 4 Schlagzeuger, 2007
- Debanter Passion. Für Frauenstimme und Harfe,  2008
- Carnaval de Venise. 25 Variationen über  ein  bekanntes Thema mit aktuellen Spieltechniken für Klarinette Solo, 2008
- Elefantasia. Ein musikalisches Märchen für Sprecher und großes Orchester, 2009
- Top Spots. 1 Melodie in 10 Verpackungen für 2 Schauspieler und Ensemble, 2010
- (-:Smiley Sketches:-). Für 2 Klarinetten, Fagott und Akkordeon, 2011
- Arcus. Für Violine solo und Ensemble, 2012
- Trombonances. Für Posaunenquartett und großes Orchester, 2012

### Musiktheater
- Café Kosmos. Uraufführung 2003 in Hallein durch das Theater bodi & sole
- Verbunkos - choreographisches Konzertstück für Bläser-Ensemble. Uraufführung 2005 im szenischen Konzert „Manöver 2005“ auf der Klosterruine in Arnoldstein durch ARBOS – Gesellschaft für Musik und Theater und dem Eisenbahnermusikverein-Trachtenkapelle Arnoldstein
- Marsch 2007 - choreographisches Konzertstück für Bläserensemble. Uraufführung 2007 auf der Klosterruine in Arnoldstein durch ARBOS – Gesellschaft für Musik und Theater und dem Eisenbahnermusikverein-Trachtenkapelle Arnoldstein
- Wunderberg Nr.2 für Bläserensemble. Uraufführung 2008 im szenischen Konzert „Es lebe die Republik!“ im Kulturhaus Arnoldstein durch ARBOS – Gesellschaft für Musik und Theater und dem Eisenbahnermusikverein-Trachtenkapelle Arnoldstein
- Die Kunst des Krieges. 2009–2011 Wien, Salzburg, Klagenfurt, Graz durch ARBOS – Gesellschaft für Musik und Theater und Ramesh Meyyappan (Singapur)
- Trommeln allerorts/The Universal Drum. Dramatisches Gedicht von Willy Conley, 2011 Wien durch ARBOS - Gesellschaft für Musik und Theater